# Хитч, Клайв
Клайв Максвелл Хитч (англ. Clive Maxwell Hitch) — австралийский хоккеист, нападающий. Участник зимних Олимпийских игр 1960 года.

## Биография
Клайв Хитч родился 17 мая 1931 года в австралийском городе Шеппартон.
Играл в хоккей с шайбой за «Блэкхоукс» из Мельбурна, в составе которой провёл большую часть карьеры, и команду штата Виктория.
В 1960 году вошёл в состав сборной Австралии по хоккею с шайбой на зимних Олимпийских играх в Скво-Вэлли, занявшей 9-е место. Играл на позиции нападающего, провёл 5 матчей, шайб не забрасывал.
Умер 23 ноября 2008 года в пригороде Мельбурна Спрингвейл. Прах захоронен на кладбище Ботаникал в Спрингвейле.

## Семья
Был женат на Ширли Хитч, вместе вырастили сына Брэда.

## Память
В 2000 году в составе сборной страны, участвовавшей в зимних Олимпийских играх в Скво-Вэлли, стал пожизненным членом Федерации хоккея с шайбой Австралии.